# Temperance Hotel

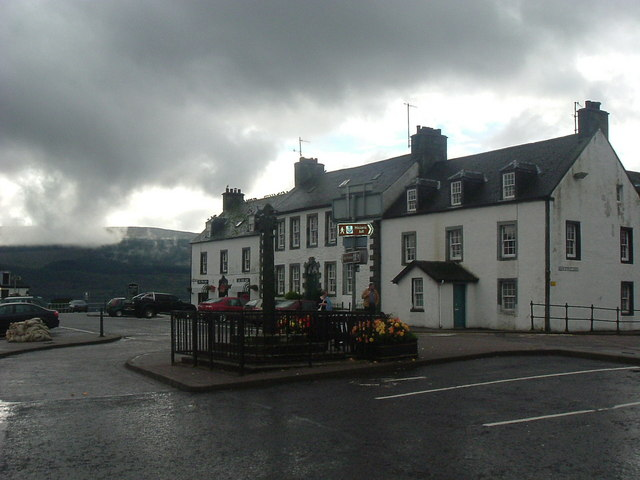
Gebäude am Hafen von Inveraray. Das ehemalige Temperance Hotel ist das rechte Gebäude.

Das Temperance Hotel ist ein ehemaliger Hotelbetrieb nahe dem Ufer von Loch Fyne in der schottischen Stadt Inveraray, der gegenüber dem Schiffsanleger gelegen ist. Es handelt sich um das Eckhaus zwischen Front Street und Main Street. Heute wird es als Wohngebäude genutzt.
Historic Scotland gibt das spätere 18. Jahrhundert als Bauzeitraum des Gebäudes an. Da jedoch große Teile des Stadtkerns der Planstadt Inveraray, wozu auch die umliegenden Gebäude zählen, in den 1770er Jahren erbaut wurden, liegt die Vermutung nahe, dass auch das ehemalige Temperance Hotel in diesem Jahrzehnt fertiggestellt wurde. Die Originalpläne des Architekten Robert Mylne für diesen Straßenzug befinden sich in Besitz des Dukes of Argyll. 1966 wurde das Temperance Hotel in die schottischen Denkmallisten in der höchsten Kategorie A aufgenommen.

## Beschreibung
Das zweistöckige Wohnhaus weist typische Merkmale der schlichten Georgianischen Architektur auf. Es wird durch einen kleinen, mittig aus der Vorderfront tretenden Vorbau betreten, der mit einem Satteldach abschließt. Dieser entspricht nicht dem Originalzustand des Gebäudes und wurde erst später hinzugefügt. Der Eingangsbereich ist symmetrisch in drei Achsen von Sprossenfenstern umgeben. An der Frontseite erhellen drei, an der Rückseite eine Dachgaube mit Walmdächern die Wohnräume im Dachgeschoss. Alle Fassaden sind in der traditionellen Harling-Technik verputzt und die Dächer mit Schieferschindeln gedeckt.